# Liu Juanzi guiyi fang
Liu Juanzi guiyi fang (en chino tradicional, 劉涓子鬼遺方; pinyin, Liú Juānzi guǐyí fāng), también conocido como Shenxian Yi Lun (en chino tradicional, 神仙遺論; pinyin, Shénxiān yí lùn), es un texto médico chino supuestamente escrito por el titular Liu Juanzi y publicado durante las dinastías meridionales y septentrionales en 499. El texto original constaba de diez volúmenes y ya no existe; una versión abreviada de Gong Qingxuan se publicó en algún momento de la dinastía Song.

## Historial de publicación
Según la tradición, Liu Juanzi guiyi fang fue escrito a principios del siglo V por el médico militar Liu Juanzi (劉涓子), que había recibido un yong ju fang (癰疽方; «Recetas para [el tratamiento de] obstrucciones e impedimentos [causados por] enfermedades») de un fantasma llamado Huangfu (黄父). Publicado por primera vez durante las dinastías meridionales y septentrionales en 499, es el texto médico chino más antiguo conocido sobre cirugía. El texto original constaba de diez juan o volúmenes, pero ya no existe, aunque se desenterraron fragmentos en Sinkiang en 1902.
Gran parte del texto original se reprodujo en publicaciones posteriores como Wai tai mi yao fang (外臺秘要方) y el Zheng lei ben cao (證類本草). Además, Gong Qingxuan (龔慶宣; fl. 550–577) compiló una versión abreviada superviviente que contenía cinco de los diez volúmenes originales y fue publicada en algún momento de la dinastía Song (960–1279). Casi todas las fórmulas de la edición de cinco volúmenes se copiaron en Qianjin yifang (千金翼方) de Sun Simiao.

## Contenido
Los cinco volúmenes recopilados en la revisión de Gong Qingxuan se refieren a las causas y el tratamiento de las úlceras y los ántrax, así como al tratamiento de otras enfermedades como la estasis sanguínea, las quemaduras, el insomnio, la mastitis, el prolapso rectal y la sarna.